# Joaquín Pereyra
Joaquín Nicolás Pereyra (Paraná, Entre Ríos, Argentina; 1 de diciembre de 1998) es un futbolista argentino. Se desempeña como mediocampista en Minnesota United F. C. de la Major League Soccer.

## Clubes

### Rosario Central
Luego de dar sus primeros pasos en el Club Don Bosco de su ciudad natal, se integró a las divisiones juveniles de Rosario Central, llegando a debutar en primera el 28 de febrero de 2016, en cotejo válido por la 5.° fecha del Campeonato de Primera División 2016; el canalla venció 3-0 en condición de visitante a Colón y Pereyra ingresó al minuto 79 en lugar de Walter Montoya. Durante este certamen el entrenador Eduardo Coudet lo utilizó en otros dos partidos. En la temporada 2016-17 jugó mayormente en división reserva, sumando solo cuatro presencias en el primer equipo. Para el siguiente año deportivo el nuevo director técnico Paolo Montero le dio algunos minutos especialmente en Copa Argentina, pero fue con la llegada al banco de suplentes auriazul de Leonardo Fernández que logró mayor participación. Convirtió su primer gol el 12 de febrero de 2018 en la victoria centralista 3-2 frente a Huracán en el Estadio Tomás Adolfo Ducó. Previamente con este entrenador había ganado el torneo regional Copa Santa Fe 2017, en el cual jugó 4 partidos y marcó un tanto. También tuvo oportunidad de debutar internacionalmente disputando la Copa Sudamericana 2018.

### Famalicão
En 2020 el Famalicão de Portugal lo ficharía a préstamo por 100.000 dólares.

### Atlético Tucumán
A mediados de 2021 se iría a nuevamente a préstamo pero a Atlético Tucumán por 50.000 dólares.
Luego de buenos rendimientos, en 2023 Atlético Tucumán le compró su pase, cerca de 1 millón de dólares, al equipo rosarino.

### Minnesota United
En agosto de 2024, el jugador firmó en el Minnesota United.

## Selección nacional
Integrando la Selección sub-20 de Argentina disputó el Campeonato Sudamericano 2017, con dos partidos jugados; si bien el elenco albiceleste clasificó al Mundial de la categoría de ese mismo año, Pereyra no quedó en la lista definitiva para afrontar el certamen.

### Participaciones en Sudamericano sub-20
| Copa              | Sede    | Resultado  | Partidos Jugados | Goles |
| ----------------- | ------- | ---------- | ---------------- | ----- |
| Sudamericano 2017 | Ecuador | 4.° puesto | 2                | 0     |

## Estadísticas
Actualizado hasta el 15 de junio de 2024.
| Rosario Central Argentina | 1.°                 | 2016                | 3   | 0 | 0  | 0 | 0 | 0 | 0 | 0 | 3   | 0 |
| Rosario Central Argentina | 1.°                 | 2016-17             | 4   | 0 | 0  | 0 | 0 | 0 | 2 | 0 | 6   | 0 |
| Rosario Central Argentina | 1.°                 | 2017-18             | 14  | 1 | 3  | 0 | 2 | 0 | 3 | 1 | 22  | 2 |
| Rosario Central Argentina | 1.°                 | 2018-19             | 7   | 0 | 5  | 0 | 4 | 1 | 2 | 1 | 18  | 2 |
| Rosario Central Argentina | 1.°                 | 2019-20             | 17  | 0 | 2  | 0 | - | - | - | - | 19  | 0 |
| Rosario Central Argentina | Total               | Total               | 45  | 1 | 10 | 0 | 6 | 1 | 7 | 2 | 68  | 4 |
| Famalicao Portugal | 1.°                 | 2020-21             | 15  | 0 | 2  | 0 | - | - | - | - | 17  | 0 |
| Famalicao Portugal | Total               | Total               | 15  | 0 | 2  | 0 | - | - | - | - | 17  | 0 |
| Atlético Tucumán Argentina | 1.°                 | 2021                | 15  | 1 | -  | - | - | - | - | - | 15  | 1 |
| Atlético Tucumán Argentina | 1.°                 | 2022                | 27  | 1 | 13 | 0 | - | - | - | - | 40  | 1 |
| Atlético Tucumán Argentina | 1.°                 | 2023                | 25  | 1 | 15 | 1 | - | - | - | - | 40  | 2 |
| Atlético Tucumán Argentina | 1.°                 | 2024                | 5   | 0 | 13 | 0 | - | - | - | - | 18  | 0 |
| Atlético Tucumán Argentina | Total               | Total               | 72  | 3 | 41 | 1 | - | - | - | - | 113 | 4 |
| Total en su carrera | Total en su carrera | Total en su carrera | 132 | 4 | 53 | 1 | 6 | 1 | 7 | 2 | 198 | 8 |
| (1) La copa nacional se refiere a la Copa Argentina y Copa de la Liga Profesional. (2) La copa internacional se refiere a la Copa Sudamericana y Copa Libertadores. |                     |                     |     |   |    |   |   |   |   |   |     |   |

## Palmarés

### Campeonatos nacionales
| Torneo         | Club            | Sede    | Año     |
| -------------- | --------------- | ------- | ------- |
| Copa Argentina | Rosario Central | Mendoza | 2017/18 |

### Torneos regionales
| Título        | Equipo          | Federación  | País      | Año  |
| ------------- | --------------- | ----------- | --------- | ---- |
| Copa Santa Fe | Rosario Central | Santafesina | Argentina | 2017 |